# 흑적금 국기단
흑적금 국기단(黑赤金 國旗團, 독일어: Reichsbanner Schwarz-Rot-Gold)은 독일 바이마르 공화국 시기 1924년 독일 사회민주당, 독일 중앙당, 독일 민주당 3당이 모여 만든 조직이다. 이 단체의 목적은 극좌와 극우 등 극단주의에 대항하여 의원 내각제를 방어하며, 국민들에게 독일의 국기와 바이마르 헌법의 명예를 높여 바이마르 공화국에 존경을 받는 것이었다. 이 조직의 이름은 1919년 정해진 새로운 독일의 국기의 색깔 이름으로, 자유주의적 의원 내각제 및 공화국과 관련이 있었다.
국기단은 다양한 정당이 모여 설립되었지만, 사회민주당과 강한 관련이 있었으며 사민당의 준군사 단체라고 볼 수 있다. 국기단의 중앙 청사는 마그데부르크에 있었지만, 이곳 외에도 다양한 곳에 분점을 설립했다.
국기단의 주요 상대는 좌익으로는 독일 공산당 적색전선전사동맹이 있었으며, 우익으로는 나치당의 돌격대가 있었다. 나치 독일이 정권을 장악함에 따라, 국기단은 반(反)나치 저항의 중심부 역할을 했다.
국기단은 흑적금 민주 활동 국기단(Reichsbanner Schwarz-Rot-Gold – Bund aktiver Demokraten)으로 1953년 재설립했다.

## 같이 보기
- 바이마르 공화국의 준군사
- 공화수호동맹 - 오스트리아 사회민주당의 준군사조직

## 참고 자료
- Swett, Pamela E. 2004. Neighbors and Enemies: The Radicalism in Berlin, 1929-1933. Cambridge, England: Cambridge University Press.
- David Magnus Mintert: „Storm troop of the German republic “. Realm banners black-red-golden in Wuppertal; Pursuit and resistance in Wuppertal, 6; Grafenau 2002; ISBN 3-9808498-2-1
- Karl raw one: Realm banners the black red gold. A contribution for history and structure of the political combat forces at present the Weimar Republic; Düsseldorf 1966 (no ISBN)
- Helga Gotschlich: Between fight and surrender. To the history of the realm banner black-red-golden; Berlin (east) 1987; ISBN 3-320-00785-8
- Günther Gerstenberg: Freedom! Social-democratic self protection in the Munich and of the early thirties twenties, 2 volumes; Andechs 1997; ISBN 3-928359-03-7
- Carsten Voigt: Das Reichsbanner Schwarz-Rot-Gold in Sachsen 1924 bis 1933, in: Jahrbuch für Forschungen zur Geschichte der Arbeiterbewegung, No.III/2009.